# Sascha Dum
Sascha Dum (ur. 3 lipca 1986 w Leverkusen) – piłkarz niemiecki grający na pozycji lewego pomocnika lub obrońcy. Nosi przydomek "Dumbo".

## Kariera klubowa
W 1993 roku Dum rozpoczął treningi w małym prowincjonalnym klubie HSV Langenfeld. W 1996 roku trafił do młodzieżowej drużyny Bayeru 04 Leverkusen. W 2004 roku trafił do pierwszego zespołu Bayeru, a 19 lutego 2005 zadebiutował w Bundeslidze spotkaniem z 1. FC Nürnberg, wygranym na wyjeździe 4:2. W lidze zajął z Bayerem 6. pozycję. Nie miał jednak szans na grę w pierwszym składzie w sezonie 2005/2006 i na wiosnę został wypożyczony do drugoligowej Alemannii Akwizgran, z którą wywalczył awans do ekstraklasy. Kierownictwo klubu z Akwizgranu przedłużyło wypożyczenie na kolejny sezon i do maja 2007 Dum przywdziewał koszulkę tego klubu (wystąpił 22 razy i zdobył 2 bramki), który jednak spadł z ligi. Latem 2007 Sascha powrócił do Bayeru. W sezonie 2009/2010 był wypożyczony do drugoligowego Energie Cottbus. Latem 2010 odszedł do Fortuny Düsseldorf.
| Sezon   | Klub                   | Kraj   | Rozgrywki     | Mecze | Bramki |
| ------- | ---------------------- | ------ | ------------- | ----- | ------ |
| 2004/05 | Bayer 04 Leverkusen    | Niemcy | Bundesliga    | 5     | 0      |
| 2005/06 | Bayer 04 Leverkusen    | Niemcy | Bundesliga    | 1     | 0      |
| 2005/06 | Bayer Leverkusen amat. | Niemcy | Regionalliga  | 7     | 0      |
| 2005/06 | Alemannia Aachen       | Niemcy | 2. Bundesliga | 6     | 0      |
| 2006/07 | Alemannia Aachen       | Niemcy | Bundesliga    | 22    | 2      |
| 2007/08 | Bayer 04 Leverkusen    | Niemcy | Bundesliga    | 17    | 0      |
| 2008/09 | Bayer 04 Leverkusen    | Niemcy | Bundesliga    | 20    | 0      |
| 2008/09 | Bayer Leverkusen amat. | Niemcy | Regionalliga  | 4     | 1      |
| 2009/10 | Energie Cottbus        | Niemcy | 2. Bundesliga | 21    | 0      |
| 2010/11 | Fortuna Düsseldorf     | Niemcy | 2. Bundesliga | 21    | 0      |
| 2011/12 | Fortuna Düsseldorf     | Niemcy | 2. Bundesliga | 24    | 1      |
| 2012/13 | MSV Duisburg           | Niemcy | 2. Bundesliga | 11    | 0      |

## Kariera reprezentacyjna
W swojej karierze Dum ma za sobą występy w młodzieżowych reprezentacjach Niemiec w kategoriach U-19 i U-21.